# Carabhydrus
Carabhydrus là một chi bọ cánh cứng trong họ Dytiscidae.
Chi này được Watts miêu tả khoa học năm 1978.

## Các loài
Các loài trong chi này gồm:
- Carabhydrus andreas Zwick, 1981
- Carabhydrus monteithi Watts, 1978
- Carabhydrus mubboonus Larson & Storey, 1994
- Carabhydrus niger Watts, 1978
- Carabhydrus plicatus Watts, 1978